# Arterias pontinas
Las arterias pontinas son un conjunto de vasos sanguíneos arteriales, ramas del tronco basilar. Nacen a ambos lados del tronco basilar e irrigan a la región del cerebro conocida como puente troncoencefálico, así como las porciones proximales de los pares craneales, principalmente del trigémino a su salida del tronco del encéfalo.